# گریش‌خان دانیلیان
گریش‌خان دانیلیان (ارمنی: Գրիշ(ա) խան Դանիելյան ; انگلیسی: Grish Khan Danielian) معروف به سرهنگ گریشا (ارمنی: Գնդապետ Գրիշ(ա); متولد ۱۸۸۶  - درگذشته ۱۹۳۳) یک نظامی اهل ارمنستان-ایران بود. وی دادستان نظامی شهر مشهد و فرمانده ژاندارمری خوزستان، و از یاران رزمنده یپرم‌خان در جنبش مشروطه ایران بوده است.

## زندگی‌نامه
گریش‌خان دانیلیان در سال ۱۸۸۶ میلادی (۱۲۶۵ خورشیدی) در شهر گاندزاک الیزابت‌پول به دنیا آمد. پس از پایان تحصیلات عالی در دانشگاه نظامی ورشو در لهستان به سال ۱۹۰۹ (۱۲۸۸) جذب گروه انقلابی یپرم‌خان شد و جهت کمک به جنبش مشروطه ایران عازم ایران گردید.
پس از فتح تهران هنگامی که یپرم‌خان سمت ریاست نظمیه (شهربانی) تهران را برعهده گرفت، سمت معاونت خویش را به گریش‌خان دانیلیان واگذار نمود.
در فاصله سال‌های ۱۹۱۴–۱۹۱۱ (۱۲۹۳–۱۲۹۰) وی با درجه سرهنگی سمت «معاونت کل شهربانی ایران» را برعهده داشته است.
پی ار ۴ سال ترک مشاغل نظامی، مجدداً به مشاغل قبلی بازگشت و ابتدا به عنوان «دادستان نظامی شهر مشهد» و سپس «فرماندهی ژاندارمری خوزستان» مشغول خدمت گردید.
گریش‌خان دانیلیان در سال ۱۹۳۳ (۱۳۱۲) در شهر اهواز بدرود حیات گفت و با مراسم خاص نظامی در تهران به خاک سپرده شد.